# 新島
新島（にいじま）は、伊豆諸島を構成する島の一つである。

## 地理
東京から南に約160km、静岡県下田市から南東に36kmの位置にある。
行政上の所属は東京都新島村である。
東京からわずか160km南という比較的に本州に近い位置にあるものの、現在も美しい自然環境が残されており、空気は非常に清浄で、星空や海の美しさは首都圏とは比べ物にならない。サーファーや海水浴客などに主眼を置いた観光業、漁業などが盛んである。

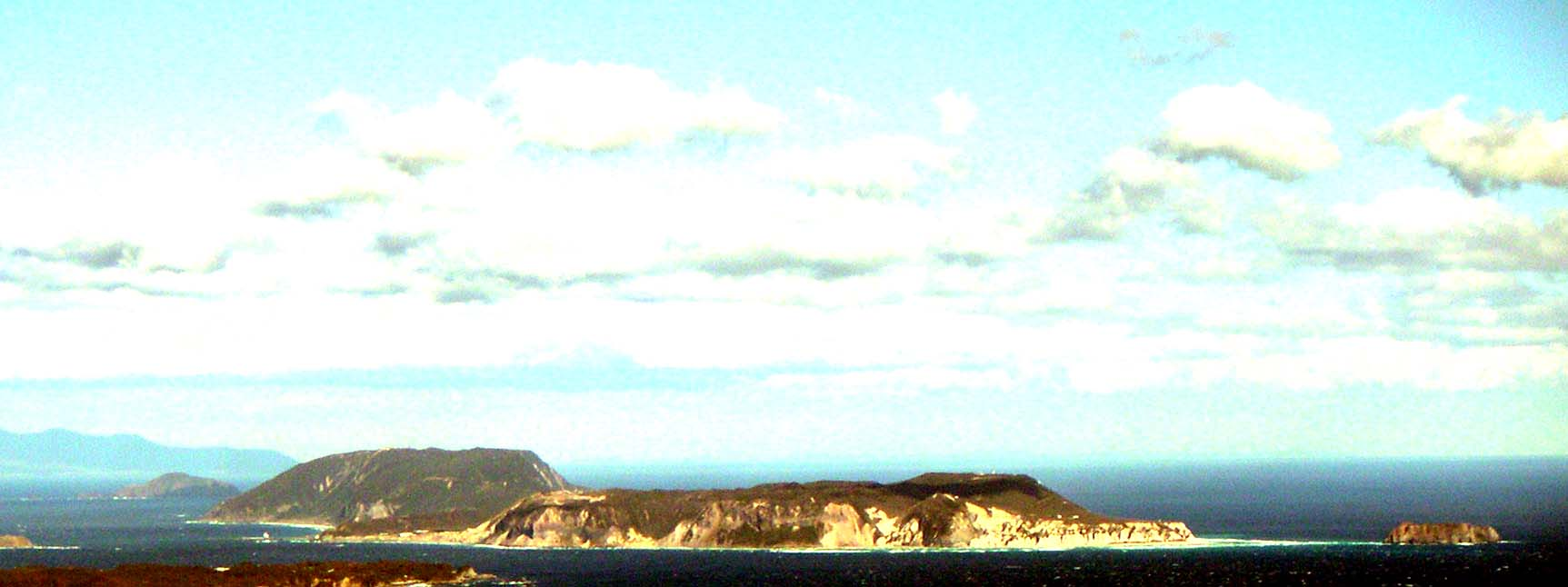
神津島から望む新島
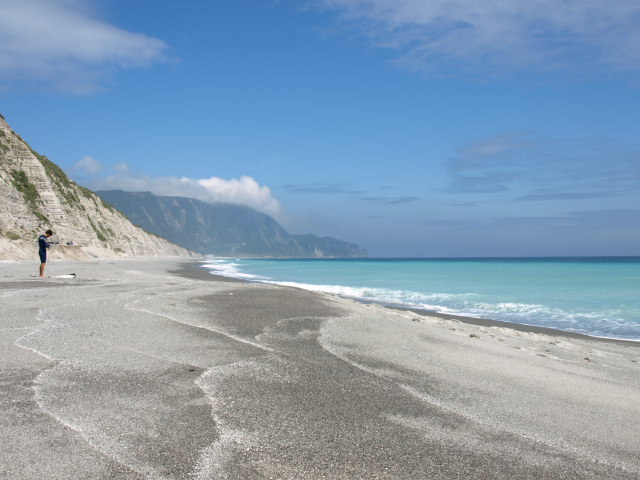
羽伏浦海岸
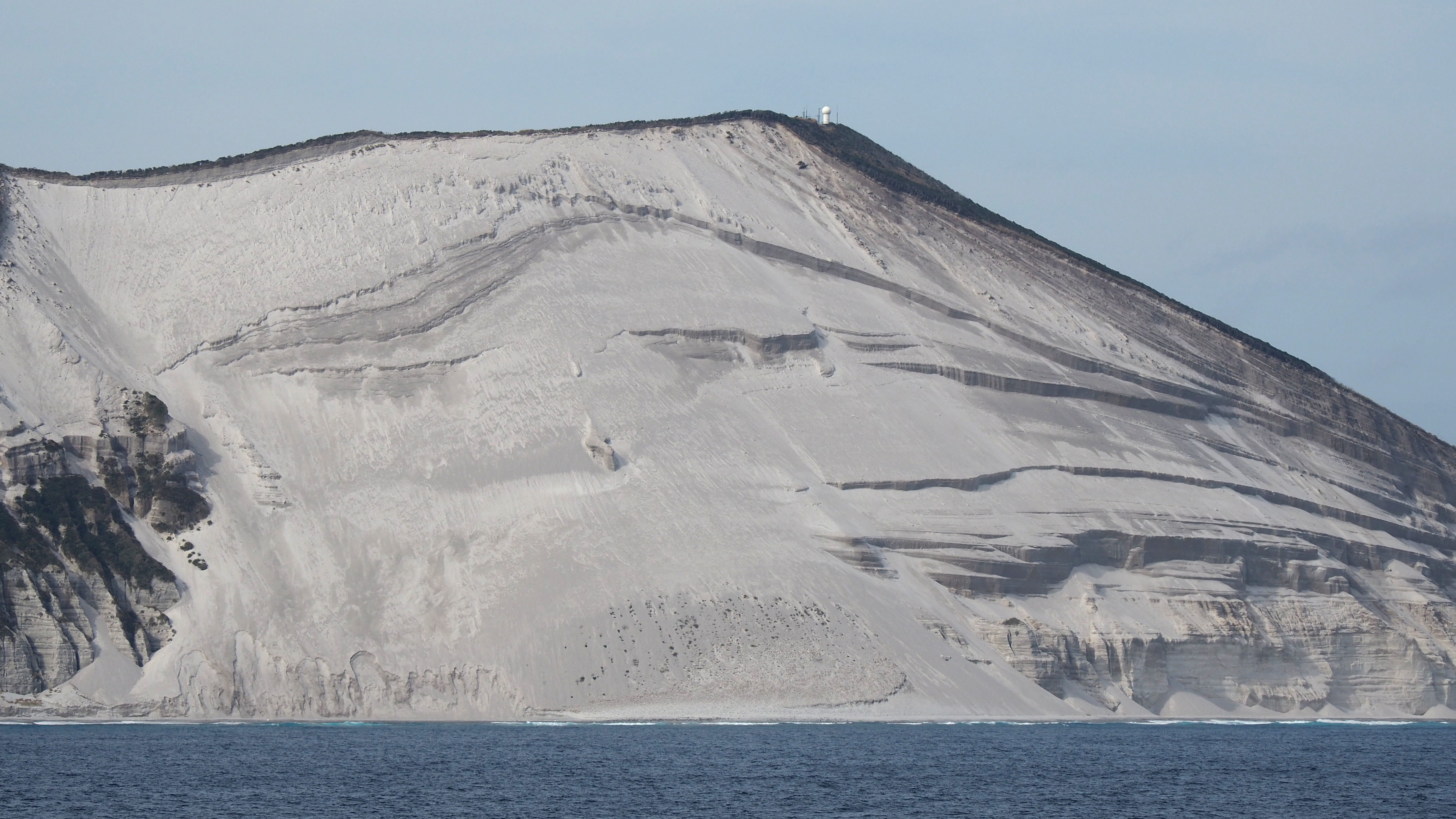
白ママ断崖

### 海岸
羽伏浦海岸（はぶしうらかいがん）
島の東岸に位置する。新東京百景にも選ばれており、白い砂浜と、それに伴う乳青色の海が7kmも続く美しい海岸。
前浜海岸
島の西側にある海岸。
若郷前浜海岸
島の北部西側にある海岸で、他とは違い黒砂の海岸である。
間々下海岸
島の南西側にある海岸。
淡井浦海岸
島の北東にある海岸。

### 地質
後期更新世頃に活動を開始したと推定される火山島であり、主に流紋岩・一部玄武岩質溶岩からなる単成火山群となっている。島の最高地点は宮塚山の標高432mで、約1.7万年前の噴火によって形成された。最新の噴火は886年に発生したもので、この時の噴火によって新島の南半部（向山）が形成された。火山噴火予知連絡会によって火山防災のために監視・観測体制の充実等の必要がある火山に選定されている。
島周辺では地震活動も活発で、1936年の地震では島内で死者が出るなど、被害地震も度々発生している。近年では1991年、2000年に群発地震が発生しており、2000年の群発地震では島内の道路が一部崩落し、島内北部に位置する「若郷」へと続く道が寸断されるなど、大きな被害が出た。なお、今でも山肌が露出している場所はあるもののインフラ面は完全に復興している。
地質は流紋岩が多いため、島全体を通して砂や地面が白く美しい。その様は右記の画像でも見て取れる。主に向山で採掘される石は、イタリアのリパリ島と、天城山・伊豆諸島北部でしか産出されない抗火石（こうがせき、コーガ石）というもので、建築用、装飾用として珍重されている。

### 気候
気候は年間を通じてやや温暖。常夏と言うほどでは無いが東京よりは暖かく、降雪することはめったに無い。また、外洋に面しているため風が強い日が多く、特に冬は「西ん風」と呼ばれる強い西風が毎日のように吹く。
| 新島（2003年 - 2020年）の気候      | 新島（2003年 - 2020年）の気候 | 新島（2003年 - 2020年）の気候 | 新島（2003年 - 2020年）の気候 | 新島（2003年 - 2020年）の気候 | 新島（2003年 - 2020年）の気候 | 新島（2003年 - 2020年）の気候 | 新島（2003年 - 2020年）の気候 | 新島（2003年 - 2020年）の気候 | 新島（2003年 - 2020年）の気候 | 新島（2003年 - 2020年）の気候 | 新島（2003年 - 2020年）の気候 | 新島（2003年 - 2020年）の気候 | 新島（2003年 - 2020年）の気候 |
| 月                                 | 1月                           | 2月                           | 3月                           | 4月                           | 5月                           | 6月                           | 7月                           | 8月                           | 9月                           | 10月                          | 11月                          | 12月                          | 年                            |
| ---------------------------------- | ----------------------------- | ----------------------------- | ----------------------------- | ----------------------------- | ----------------------------- | ----------------------------- | ----------------------------- | ----------------------------- | ----------------------------- | ----------------------------- | ----------------------------- | ----------------------------- | ----------------------------- |
| 最高気温記録 °C （°F）             | 19.4 (66.9)                   | 21.1 (70)                     | 22.5 (72.5)                   | 24.7 (76.5)                   | 27.7 (81.9)                   | 31.0 (87.8)                   | 34.9 (94.8)                   | 34.1 (93.4)                   | 32.3 (90.1)                   | 30.5 (86.9)                   | 26.7 (80.1)                   | 23.9 (75)                     | 34.9 (94.8)                   |
| 平均最高気温 °C （°F）             | 11.5 (52.7)                   | 12.2 (54)                     | 14.8 (58.6)                   | 18.5 (65.3)                   | 22.0 (71.6)                   | 24.3 (75.7)                   | 27.9 (82.2)                   | 29.6 (85.3)                   | 27.1 (80.8)                   | 22.7 (72.9)                   | 18.8 (65.8)                   | 14.1 (57.4)                   | 20.3 (68.5)                   |
| 日平均気温 °C （°F）               | 8.9 (48)                      | 9.5 (49.1)                    | 11.8 (53.2)                   | 15.5 (59.9)                   | 19.1 (66.4)                   | 21.8 (71.2)                   | 25.3 (77.5)                   | 26.8 (80.2)                   | 24.5 (76.1)                   | 20.4 (68.7)                   | 16.3 (61.3)                   | 11.6 (52.9)                   | 17.6 (63.7)                   |
| 平均最低気温 °C （°F）             | 5.5 (41.9)                    | 6.1 (43)                      | 8.2 (46.8)                    | 12.0 (53.6)                   | 15.9 (60.6)                   | 19.4 (66.9)                   | 23.1 (73.6)                   | 24.6 (76.3)                   | 22.1 (71.8)                   | 17.7 (63.9)                   | 13.1 (55.6)                   | 8.3 (46.9)                    | 14.7 (58.5)                   |
| 最低気温記録 °C （°F）             | −1.8 (28.8)                   | −2.0 (28.4)                   | −2.0 (28.4)                   | 3.1 (37.6)                    | 7.7 (45.9)                    | 12.7 (54.9)                   | 16.3 (61.3)                   | 19.2 (66.6)                   | 15.0 (59)                     | 9.2 (48.6)                    | 2.5 (36.5)                    | −2.1 (28.2)                   | −2.1 (28.2)                   |
| 降水量 mm （inch）                 | 101.4 (3.992)                 | 134.3 (5.287)                 | 187.0 (7.362)                 | 173.4 (6.827)                 | 184.0 (7.244)                 | 261.5 (10.295)                | 205.3 (8.083)                 | 169.1 (6.657)                 | 195.1 (7.681)                 | 313.5 (12.343)                | 182.8 (7.197)                 | 117.5 (4.626)                 | 2,225 (87.598)                |
| 平均降水日数 （≥1.0 mm）           | 8.3                           | 9.6                           | 12.0                          | 10.7                          | 10.0                          | 12.2                          | 9.8                           | 8.2                           | 11.6                          | 11.8                          | 11.2                          | 9.1                           | 124.4                         |
| 出典1：Japan Meteorological Agency |                               |                               |                               |                               |                               |                               |                               |                               |                               |                               |                               |                               |                               |
| 出典2：気象庁                      |                               |                               |                               |                               |                               |                               |                               |                               |                               |                               |                               |                               |                               |

## 生物相

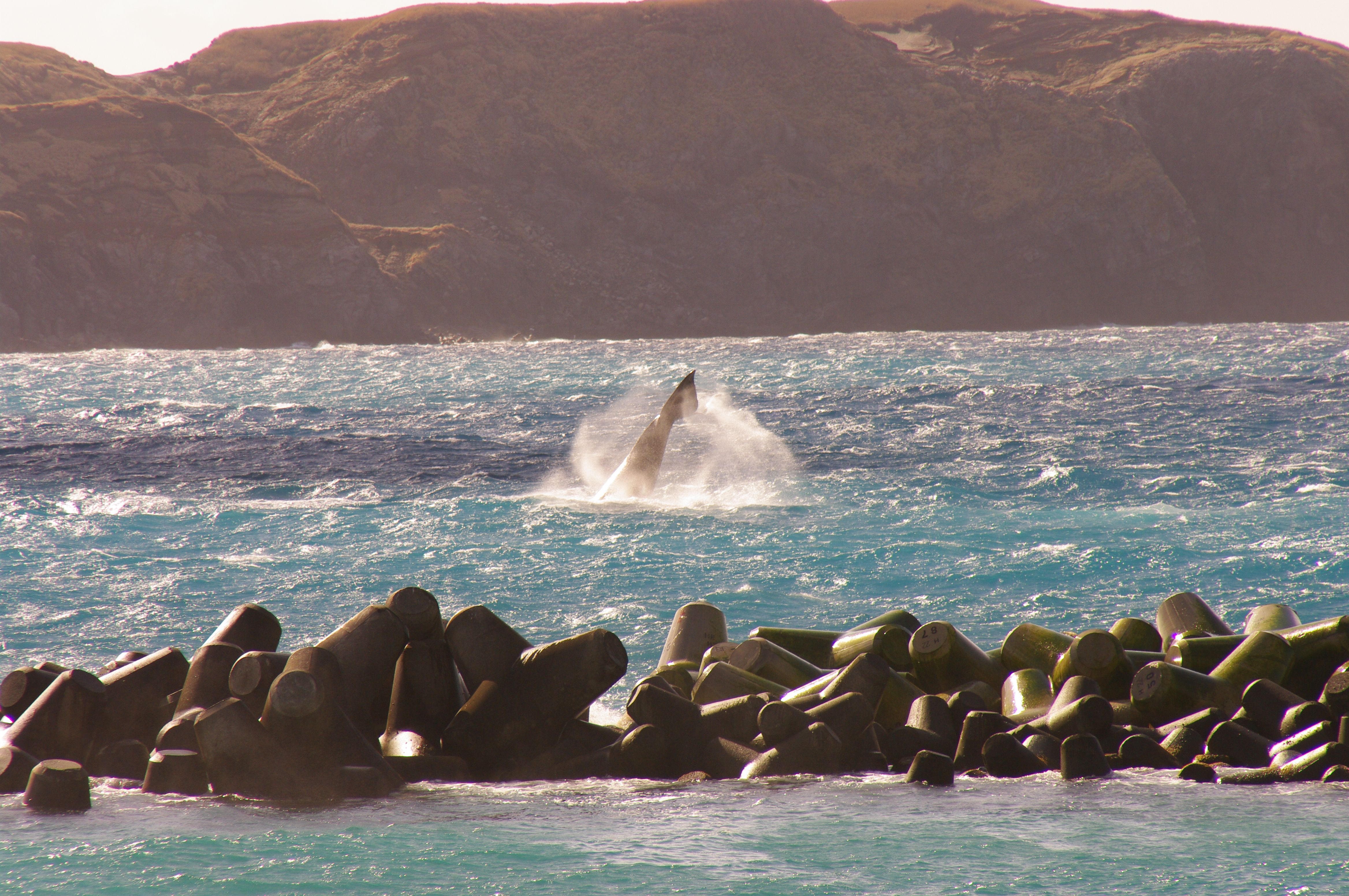
2011年に出現した最も希少な大型鯨類の一種であるセミクジラ。

黒潮に乗って多くの海洋生物が島周囲には集まり、ミナミハンドウイルカ（御蔵島周辺の個体らが本島や利島等伊豆諸島周辺海域や本州沿岸に定着を始めたと思われる）やウミガメ等が見られ、鯨類は捕鯨時代以前と比べ非常に数も種類も少ないが、黒潮に乗ってきたマッコウクジラやザトウクジラ、マンタなどが近海で見られる事もある。
非常に貴重な動物が観察される事もあり、1989年には、国内で初めてキタゾウアザラシが確認された。
セミクジラやアジア系のコククジラという危機的な状況に置かれている絶滅危惧の大型鯨類も近年に確認されている。
また、かつては本島や式根島や鵜渡根島などにニホンアシカの繁殖地が存在していた。

日本新産である球根ドロセラのワカクサイシモチソウ(Drosera hookeri)が発見された。

## 歴史・文化

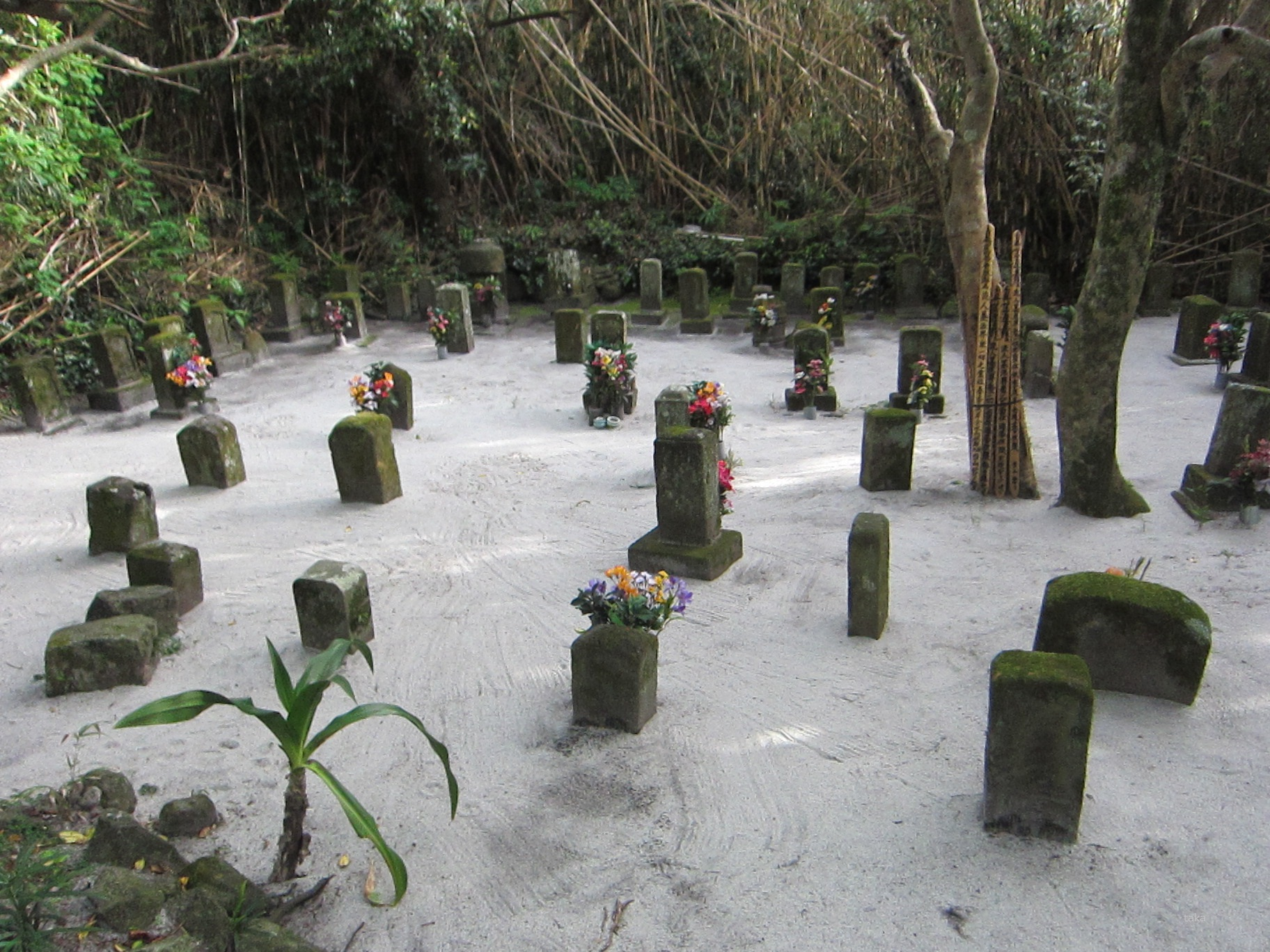
流人墓地

縄文時代から人が暮らしていた可能性があるとされており、出土品も存在する。また、現在でも島特有の方言や題目が残っていたり、冠婚葬祭時には、都心部ではすでに消滅しているような伝統的な儀式を今でも行うなど、旧来の文化が島民の生活に色濃く残っている。
平安時代、838年に神津島で起きた火山噴火に際し、新島島民が神津島の島民全滅を朝廷に報告した記録があり（『続日本後紀』）、その50年後である886年には新島自体が火山噴火によって、島民が全滅しているが、報告するものがいなかったとされる。
新島は江戸時代から1871年まで代表的な流刑地の一つとして利用されていた。上平主税（十津川郷士）や相馬主計（元新撰組隊士）など、政治犯を中心とした流人が多く流されてきており、島で再度重い罪を犯した者は、絞首刑とされた。総勢で1,333人が流されたが、島人は彼らに暖かく接したという伝記が残されている。今でも島内の墓地の中には一段低い場所に流人墓地が存在するが、新島特有の白砂が敷き詰められていて、サイコロ型や酒樽型の墓石などもあり、村人が日々花をたむけるため温かい雰囲気がある。
また、流人の刑場であった向畑刑場跡へと続く道には柳が生えており、刑が執行される直前、罪人が現世を懐かしんで振り返った場所であったことから「見返り柳」と呼び、今でも供養の花や酒が供えられている。
長い歴史を裏付けるように、島には今でも数多くの物語・民話が残っている。「山ん婆」や「よべーむん（呼ぶ者、の意）」、海坊主、魔物（まむん）、人魚など妖怪の類の話なども多くあるが、中でも海難法師の話は漫画『地獄先生ぬ〜べ〜』などにも引用されるなど、非常に有名である。海難法師は伊豆諸島の島ごとに少しストーリーが異なっており、リンク先の話とは異なるが、ここでは新島の例の概要を紹介する。
かつて伊豆諸島を視察して回っていた悪代官がいた。こんな人間が各島を回っては迷惑がかかり気の毒だ、と考えた伊豆大島は泉津の若者たちが、船の栓を抜いて沈没させ、悪代官ともども溺死した。この亡霊が村を徘徊し、見た者には不幸が訪れると言う。溺死した代官の亡霊を見た物は発狂するととも失明するとも言われており、実際にそうなった人がいると言ういくつもの逸話が村にある。
今でもその話を信じる習慣は残っていて、1月24日は「かんなんぼーし」と呼び、漁業を控え、夜は外出せず静かに過ごし、扉にはトベラの小枝を挿して早寝する。代官の宿であった者の自宅では祠を設けて霊を祀り、現在でも当日の深夜に海岸へ向かう等の無言の行を行う。その翌日は子だまり、と言われており、子供を中心に同じことが行われるが、そうして親子2回に分けて催行される経緯は不明。

## 交通

### 海路
- 東海汽船

貨客船（大型客船）が就航。基本的には新島港発着であるが、海況によっては寄港地が若郷（東海汽船は「渡浮根港」と呼称）や羽伏浦漁港などに変更されることがある。大型客船は橘丸またはさるびあ丸が就航している（配船は東海汽船に確認のこと）。その他に、竹芝桟橋 - 新島港を2時間半で結ぶ超高速ジェット船（ジェットフォイル）のセブンアイランドが就航している。セブンアイランドは巡航速度が80 km/hと早く、通常は揺れもさほど無い。大型貨客船しか無かった頃に比べてアクセスの利便性が非常に高まった。但し貨物輸送能力は低く、貨客船が数日欠航すると生鮮品不足となる状況の改善には至っていない。

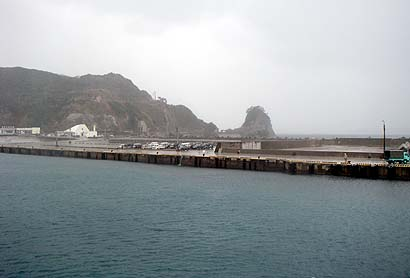
新島港

【東京（竹芝桟橋）あるいは熱海港～伊豆大島～利島～新島（新島港）～式根島～神津島】
- 神新汽船

下田 - 利島 - 新島（新島港） - 式根島 - 神津島 - 下田（水曜日運休）
- 村営連絡船にしき

新島（新島港） - 式根島（野伏港）を一日3往復。
- 港湾
  - 新島港
  - 若郷漁港
  - 羽伏漁港

### 航空路

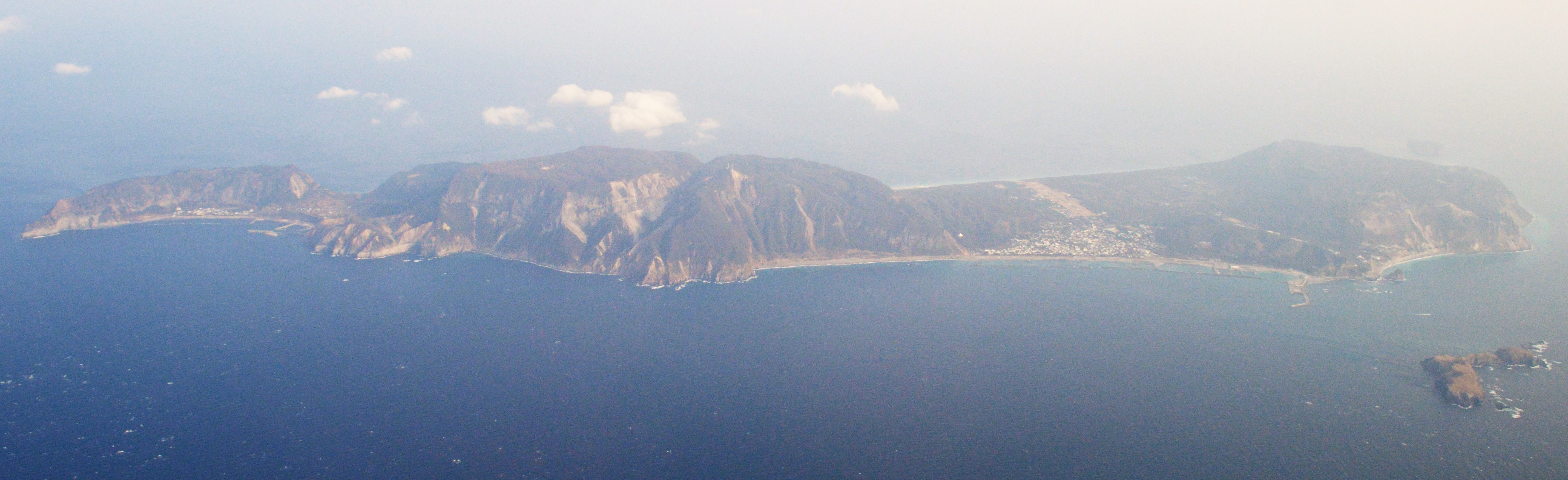
西方上空より

- 新中央航空

現行機種はドルニエ 228 (Do-228) 一種類のみ。座席数は19で、新島～調布間の所要時間は30分。通常新島空港～調布飛行場まで一日数便運航されている。真夏などの繁盛期は一日8便程度まで増発されるが、お盆などの便は1ヶ月前でも予約が取りづらくなる。
Do-228のパイロットは2名。1999年に新規購入、2000年3月より使用された新型の機材で、現在新中央航空では5機を保有している。中央に通路を挟んで1名ずつ着席する配置で座席もリクライニング可能であり、旧機材のアイランダーよりも快適性が向上している。

### 島内交通
- タクシー、レンタカー、レンタサイクルがある。また無料公共交通機関として新島村ふれあいバスが運航しているが本数が少ない。

#### 道路
- 東京都道211号若郷新島港線

## 産業
漁業
島の近辺には黒潮が流れており、サバ、アカイカ、イセエビ、トビウオ、カンパチ、マダイ、ヒラマサなど様々な魚が釣れるほか、シュモクザメなども存在している。アオムロやサメなどの魚を干物にしたくさやが有名であり、魚の加工品が多く売られる他、島の民宿では釣れたての魚の刺身なども提供される。
農業
アシタバの他、芋の栽培などが盛んで、その加工品としてはアシタバのてんぷらや、芋を利用したワイン・焼酎が主である。詳しくは下記の特産品参照。他に、小規模にスイカ・トマト・ナス・トウモロコシなどを栽培する者も多い。
商業、観光業
新島は若者や家族連れの海水浴客、及びサーファーに着眼した観光業が盛んである。島内には無料の温泉施設やバーベキュー場・無料キャンプ場があり海沿いには無料シャワー、無料駐車場も併設されている。一方、サーフショップは小規模な店舗に限られることや、海沿いに飲食店や雑貨屋がほとんど無い、又スーパーストアや酒屋、薬局は全て早い時間に閉店する等、観光客にはやや不便な面もある。

## 観光
1980年代には『新島の伝説』のような曲がリリースされるなど「ナンパの島」などと呼ばれていたが、現在は家族連れの観光客やサーファーが訪れる島である。

### 海水浴・サーフィン・釣り

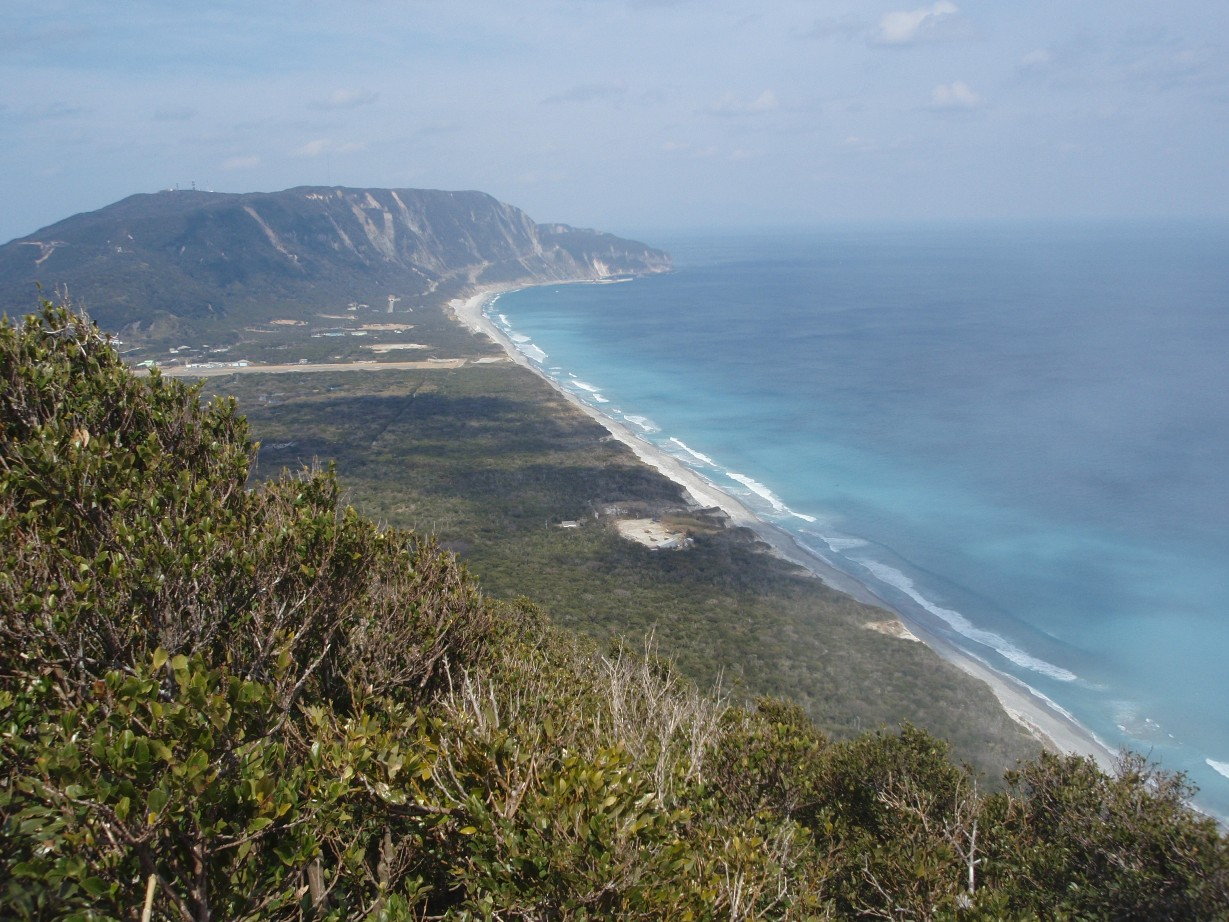
羽伏浦海岸

新島には多数の海岸が存在し、ほとんど全てに無料のシャワーが設置されている。
羽伏浦海岸は世界的にも有名なサーフスポットであり、世界プロサーフィン連盟 (ASP) の大会にも使用され、ジェリー・ロペスやアンディ・アイアンズ、ケリー・スレーターなど古今東西のトッププロも訪れた。近年も日本のトッププロやトップアマチュアを決める日本プロサーフィン連盟 (JPSA)、日本サーフィン連盟 (NSA) のツアーに使用されたり、東京都知事杯の大会が開かれるなどしている。ビーチブレイクなため、時期や台風などのせいで地形が変わることがある。しかし、島嶼特有の条件として海底が急激に浅くなっているため、遠洋からパワーを維持したまま到達した波が一気に掘れ上がり、チューブを巻くことも多くある。パワーがあるとは言え、基本的には流れが強いわけではなく初心者でもサーフィンを楽しめるが、波が大きな時には特にインサイドで激しい流れが起きるので、注意が必要。また、大型のヒラメやマダイが釣れることでも有名。
淡井浦海岸も羽伏浦と同じ方角にあり、サーフィンの出来る良い波が立つが、村内から離れているため海水浴客がいることは稀である。ここにも無料シャワーは設置されている。
前浜海岸はテトラポッドや桟橋に囲まれている。そのため波があまり来ず、水の透明度がかなり高くなっており、海水浴向きのビーチである。やや遠浅で、波打ち際の海中ではコチの稚魚やフグなど様々な魚が発見出来る。桟橋からは自由に釣りをすることも出来、サバやアジ・タカベ、カンパチ、マダイ、メジナなど様々な魚が釣れ、高級食材でもあるアカイカなどは時期や年によっては入れ食い状態となる。
若郷前浜海岸は、上記の通り黒砂の海岸である。若郷に通じる旧トンネルは2000年の群発地震により閉鎖され、2004年に開通した新トンネルは自転車、歩行者の通行が禁止されているため注意を要する。
間々下海岸からは式根島が臨める。また、鳥島という小島に歩いて行くことが出来たり、海中に岩などがあることから、海水浴やシュノーケリングなどを楽しむことが出来る。台風などで他所がクローズするほどサイズが上がった時にはサーフィンをすることも出来るが、岩があるために注意が必要である。

### その他

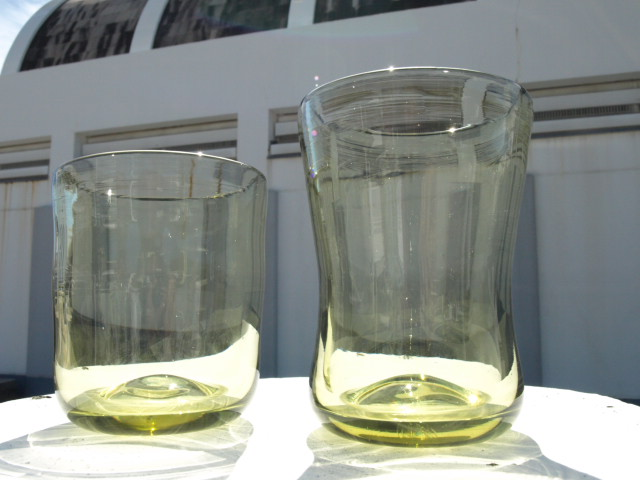
新島特有のオリーブ色のガラス

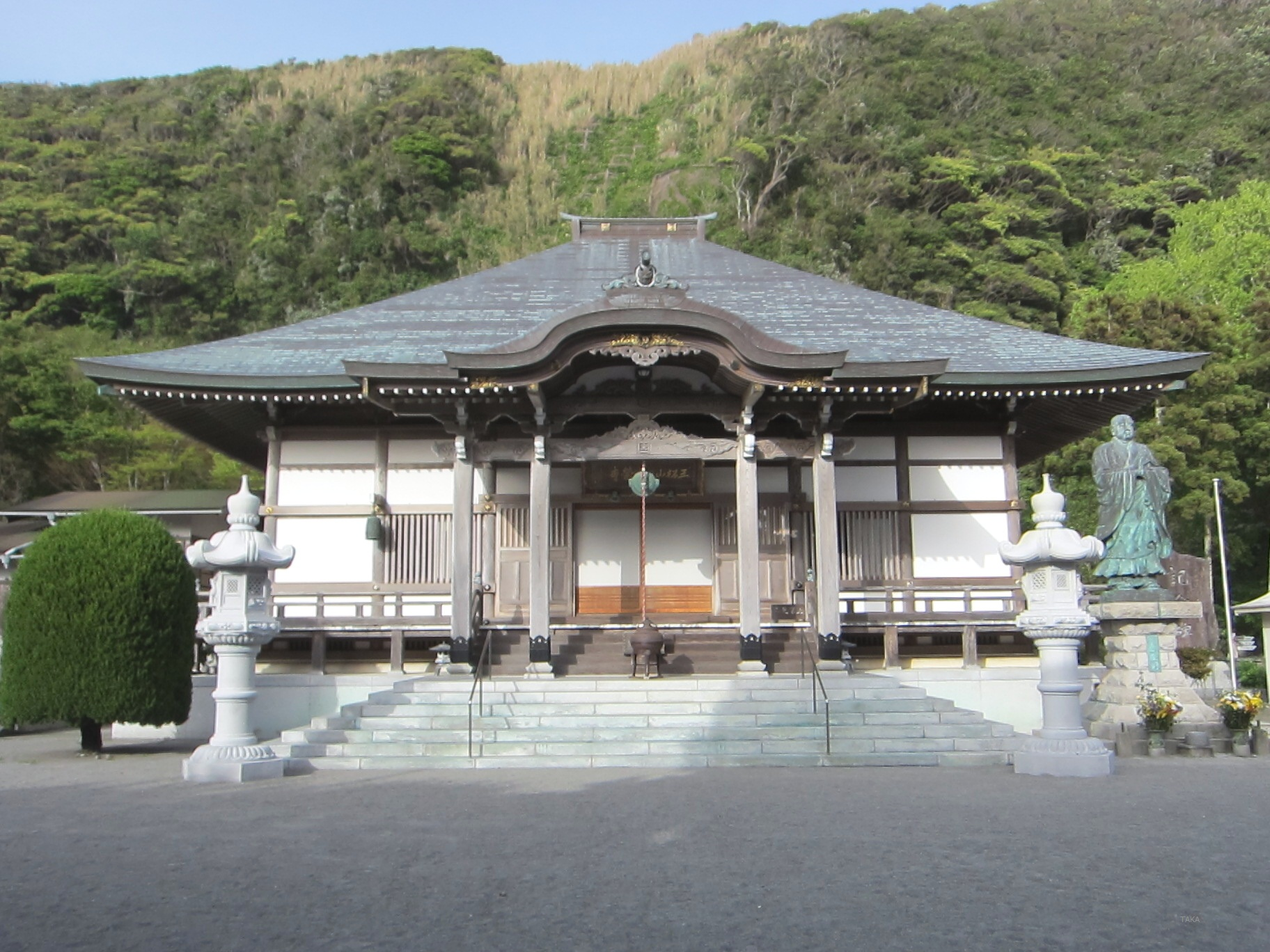
日蓮宗三松山長榮寺

伊豆七島で最大規模の十三社神社、日本の離島で最長の2878mを誇る平成新島トンネル、日蓮宗三松山長榮寺、白ママ断崖、エビネ公園、流人墓地、謎の榎、富士見峠、向山展望台、親水公園、原町の井戸（まいまいず井戸）、防衛省防衛装備庁ミサイル試射場など多数の観光スポットがある。
間々下温泉
- 泉質：ナトリウム-塩化物泉
  - 温泉温度：79.8℃

- 湯の浜露天温泉

島の特産であるコーガ石を使用したパルテノン神殿風の建築で、海岸の高台に建てられているため、ここから見る夕日は絶景。無料の更衣室やシャワーもあり24時間稼動で入浴料は無料。混浴のため水着着用である。
- 新島村温泉ロッジ

新島村で唯一の温泉宿泊施設。露天風呂はなく、内風呂のみ。
- まました温泉（地域休養施設）

水着無しで利用できる内湯。サウナ、露天温泉に加え、新島の砂を使用した砂風呂が併設されている。
モヤイ像
島の至る所には特産の抗火石を使用したモヤイ像がある。かつて村のイベントとして島のアーティストや一般人など多くの人によって彫られたもので、様々な表情がある。また渋谷駅にあるモヤイ像は新島村から寄贈されたもので、新島でモヤイ像加工を行う大後友市によって彫刻された。
なお、「モヤイ」は島の方言で「催合」と書き、「力を合わせる」といった意味。彫刻者によれば石像の造形について、知名度の高いイースター島のモアイ像を模した部分はあるとのことだが、直接的な関係は無い。
新島村博物館
新島の歴史、サーフィン史などを紹介。
新島ガラスアートセンター
新島特産の抗火石から精製されたガラス製品の展示、製造、販売を行っている。また、製作体験を行うことも可能。
羽伏浦キャンプ場
羽伏浦海岸や新島スポーツ広場に隣接し、設営可能テントは200張にのぼる広大な無料キャンプ場。かつてキャンプ場は前浜海岸沿いにあったが、2000年に発生した群発地震の影響で閉鎖され羽伏浦に移転した。　トイレ、シャワー、炊事棟が完備されており、数は限られるものの炊事用品も無料で使用可能。

## 特産品
くさや
トビウオやムロアジなどを使用した干物の一種で、香りが強いことで有名。店舗によっては数百年前から秘伝とされるくさや液をつぎたしながら使用しており、それぞれの店で微妙に味が異なる。伊豆諸島のいくつかの島でも昔からくさやが生産されてきたが、新島を元祖とする説が有力。
アシタバ（明日葉）
クセのある味わい。健康食品などとしても扱われており、てんぷらなどにして食される。
白いも（あめりか芋）
白いサツマイモ。民宿などで饗される他、島で取れた芋を利用した焼酎「嶋自慢」がある。芋のワイン風リキュール「イリオン」も販売されていたが、2008年頃終売している。
抗火石（こーがいし）
新島とイタリアのリパリ島でしか取れない流紋岩質の石。薄い灰色をした石で、軽石のように軽く水にも浮き、彫刻刀で簡単に彫ることが出来る。抗火石のオブジェとして、島内に展示されているモヤイ像や、観光客が彫刻したタイルアートなどが島内各所にある。また、抗火石は耐火素材であり、主に家屋の建築用として多く本土などに輸出されていた。
新島ガラス
新島の石を原料としたガラスはオリーブ色になり、新島ガラスと呼ばれている。島内の各所に飾られている他、加工されて食器などとして島のガラスアートセンターや土産物店などで販売されている。

## 通信
インターネット
ブロードバンドについては、フレッツADSLの24Mbpsまでのサービスが開通している。ヤフーBBやイー・アクセスなど、フレッツ以外のADSLサービスは開通していない。
NTT東日本による光ファイバー接続サービスが2018年6月に開通した。
携帯電話
携帯電話は、NTTドコモとソフトバンクは南部本村地区・北部若郷地区の両方の他、中央の山間部でも利用できるが、auについては中央の山間部では圏外である。（2020年4月現在）
Y!mobileは、ソフトバンクエリアを利用できるようになった。

## 新島が登場する作品

### 楽曲
- 田代まさし ｢新島の伝説｣

### 映画
- おいしい家族

### プロモーションビデオ
- abingdon boys school ｢キミノウタ｣